# 猪初男
猪 初男（いの はつお、1914年〈大正3年〉10月9日 - 1999年〈平成11年〉9月11日）は、日本の耳鼻咽喉科学者、耳鼻咽喉科医。医学博士。第8代新潟大学学長。新潟大学名誉教授。

## 略歴
新潟県東蒲原郡上条村大字両郷（現 阿賀町両郷）出身。
新潟師範学校附属小学校を経て、1931年（昭和6年）3月に新潟中学校を4年で修了（四修）、1934年（昭和9年）3月に新潟高等学校を卒業、1938年（昭和13年）3月に新潟医科大学を卒業。
1939年（昭和14年）7月に海軍軍医中尉に任官、海軍軍医学校の教官として全国各地出身の軍医の養成に努め、海軍省に勤務していた時に太平洋戦争が終戦、最終階級は海軍軍医少佐、戦後、復員省に勤務。
1946年（昭和21年）4月に国立東京第二病院（旧 海軍軍医学校第二付属病院）に招聘されて耳鼻咽喉科医長に就任、1949年（昭和24年）1月に新潟医科大学から医学博士の学位を取得。
1964年（昭和39年）7月に新潟大学医学部耳鼻咽喉科学教室第5代教授に就任、1968年（昭和43年）2月から6カ月間、文部省在外研究員として欧米の医学教育を視察。
1973年（昭和48年）4月に新潟大学医学部附属病院第13代病院長に就任、1977年（昭和52年）11月に台湾の台北で中華民国耳鼻咽喉科医学会にて講演。
1979年（昭和54年）10月に第8代新潟大学学長に就任、1980年（昭和55年）3月に新潟大学医学部耳鼻咽喉科学教室教授を退任、1983年（昭和58年）10月に新潟大学学長に再任。
1985年（昭和60年）10月に新潟大学を退官、11月に新潟大学名誉教授の称号を受称、1987年（昭和62年）12月に日本口腔･咽頭科学会初代理事長に就任。
1999年（平成11年）9月11日午前0時31分に国立病院東京医療センター（旧 国立東京第二病院）で急性心不全のため死去、84歳没。

## 業績
神経耳科学に加え、扁桃の研究に力を入れ、いち早く免疫学を導入して新分野を開拓した。

## 表彰

### 栄典
- 1977年（昭和52年）11月3日 - 第30回新潟日報文化賞（科学部門）「扁桃と全身疾患に関する研究」[2][5]
- 1986年（昭和61年）11月3日 - 勲二等旭日重光章[17]
- 1999年（平成11年）9月11日 - 正三位[18]

### 称号
- 新潟大学名誉教授
- 日本気管食道科学会名誉会員
- 日本顔面神経研究会名誉会員

## 親族
- 猪貴義 - 弟、家畜育種学者、岡山大学名誉教授。

## 著作物

### 著書
- 『めまい 診断と治療』文光堂、1963年。
- 『小児耳鼻咽喉科トピックス』金原出版、1967年。
- 『耳鼻咽喉科学』改訂第13版、鳥居恵二[共著]、南山堂、1967年。
- 『耳鼻咽喉科外来診療』岡本健・櫨山史光[共著]、金原出版、1970年。

### 訳書
- 『気管切開 臨床的ならびに実験的研究』トーマス・ジョージ・ネルソン[著]、文光堂、1966年。

### 監修書
- 『扁桃 基礎編』野坂保次・斎藤英雄[共監修]、日本医事新報社、1985年。
- 『扁桃 臨床編』野坂保次・斎藤英雄[共監修]、日本医事新報社、1985年。

### 論文
- CiNii収録論文 - CiNii